# ولادیسلاو ونت
ولادیسلاو ونت (اوکراینی: Владислав Андрійович Ванат؛ زادهٔ ۴ ژانویهٔ ۲۰۰۲) بازیکن فوتبال اهل اوکراین است.
از باشگاه‌هایی که در آن بازی کرده است می‌توان به باشگاه فوتبال چورنومورتس اودسا و باشگاه فوتبال دینامو کی‌یف اشاره کرد.
وی همچنین در تیم‌های ملی فوتبال زیر ۲۱ سال اوکراین، و اوکراین بازی کرده است.